# Fatti di Avola
I fatti di Avola, noti anche come eccidio di Avola, furono violenti scontri tra forze dell'ordine e manifestanti che ebbero luogo ad Avola il 2 dicembre 1968. Al culmine di una protesta contadina che aveva portato a uno scontro tra i manifestanti e le forze dell'ordine, la polizia reagì aprendo il fuoco ad altezza d'uomo, provocando decine di feriti e due morti, Giuseppe Scibilia e Angelo Sigona.

## Storia
In quei giorni era in corso un'ondata di scioperi organizzati dai lavoratori agricoli della provincia di Siracusa per chiedere l'eliminazione delle "gabbie salariali", del "caporalato", e l'istituzione della Commissione sindacale per il Controllo del Collocamento della manodopera. Il giorno dell'eccidio, il 2 dicembre 1968, i lavoratori agricoli in sciopero misero in atto un blocco per impedire il transito sulla Strada statale 115 che consentiva, allora come oggi, l'entrata e l'uscita al paese. Questa azione provocò l'intervento delle forze dell'ordine. 
La polizia ordinò ai manifestanti di liberare la strada, ma ottenne in risposta un rifiuto e lo scoppio di una rivolta. La polizia cominciò a sparare ad altezza d'uomo e i proiettili colpirono a morte due persone, Giuseppe Scibilia, quarantasettenne di Avola, e Angelo Sigona, ventinovenne di Cassibile.  Altre quarantotto rimasero ferite, di cui cinque in modo grave. Gli scontri (da un lato la polizia armata di mitra e pistole, dall'altro i manifestanti con pietre che venivano staccate dai muretti ai bordi della strada) furono molto brevi, ma assai violenti. Dopo questi fatti, fu conclusa una rapida trattativa. 
I tragici avvenimenti di quei giorni furono la scintilla che fece divampare alcune rivolte studentesche e operaie che si estesero, nelle settimane successive, a tutto il territorio nazionale, nell'ambito dei movimenti di massa del Sessantotto.
Il deputato Antonino Piscitello, del Partito Comunista Italiano, che si trovava sul posto al momento degli scontri, raccolse oltre due chili di bossoli.

## Nella cultura di massa
All'evento è dedicato il brano Avola, composto e interpretato da Antonio Infantino e Enzo Del Re.